# 악법도 법이다

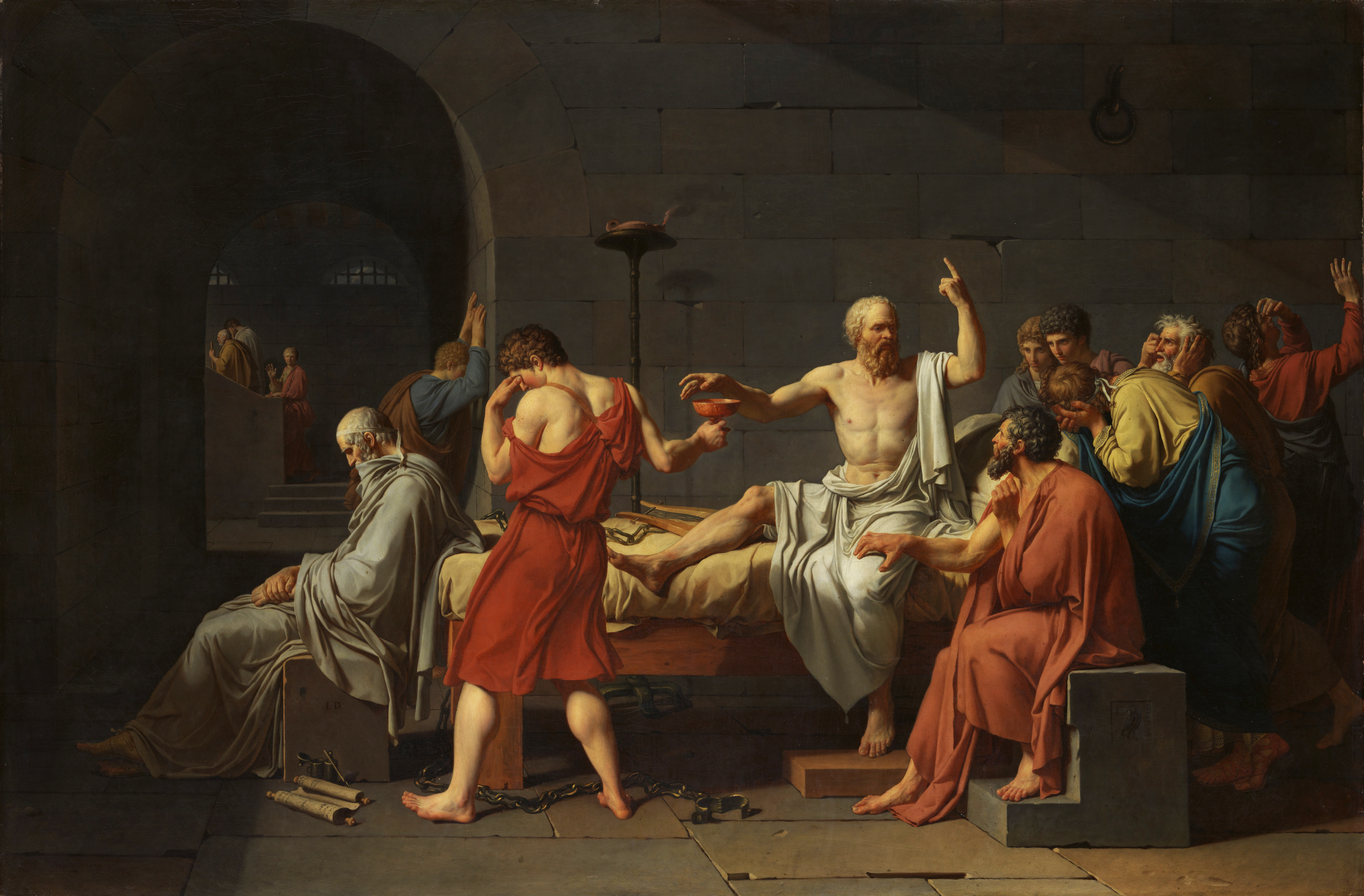
《소크라테스의 죽음》 - 자크 루이 다비드

악법도 법이다(惡法도 法이다, 라틴어: Dura lex, sed lex, 영어: It is harsh, but it is the law.)는 어떻게 불합리한 법이라 할지라도 법체계를 지켜야 한다는 말이다. 이 말은 고대 로마의 법률 격언인 ‘법은 엄하지만 그래도 법’(Dura lex, sed lex)에서 왔다. 2세기경 로마 법률가 도미티우스 울피아누스는 “이것은 진실로 지나치게 심하다. 그러나 그게 바로 기록된 법이다.(quod quidem perquam durum est, sed ita lex scripta est.)”라고 쓴 바 있다.
일본의 법철학자 오다카 도모오가 출판한 그의 책《법철학(法哲學)》에서 실정법주의를 주장하면서 소크라테스가 독배를 든 것은 실정법을 존중하였기 때문이며, “악법도 법이므로 이를 지켜야” 한다고 썼다. 이후 소크라테스가 한 말로 와전되었다. 실제 소크라테스는 사망 당시에 "어이, 크리톤, 아스클레피오스에게 내가 닭 한 마리를 빚졌네. 기억해두었다가 갚아주게"라는 유언을 남겼다고 전해진다.《파이돈》
대한민국에서는 2004년 11월 7일에 대한민국 헌법재판소가 대한민국 교육인적자원부에 초, 중, 고교 교과서에서 헌법에 대해 잘못된 내용을 찾아 수정을 요청했다.
대한민국 제16대 대통령 선거 과정에서 노무현 후보가 1988년 12월 26일에 파업중인 현대중공업 노조의 초청으로 현대중공업 안 운동장에서  "법은 정당하지 않을 때는 지키지 않아야 한다."며 "악법은 법이 아니다"는 내용의 연설을 한 것이 논란이 되었으며 이후에도 "악법도 법이다"를 강조하는 사법당국에 맞선 노동계, 시민사회계 등에서 악법 철폐 투쟁을 전개할 때 인용되었으나 박근혜 전 대통령에 대해 법원의 1심 판결이 있은 직후에 신동욱 공화당 총재가 "정치 재판에서 유죄를 받았지만 공정하게 따지면 이런 재판은 무죄다"라고 하면서 "악법은 법이 아니다."라고 말했다.

## 같이 보기
- 도미티우스 울피아누스